# Ко вам даде термин
Ко вам даде термин је ауторска ток шоу емисија коју су водили певачица Зорана Павић и новинар Ненад Шкундрић. Емисија је почела са емитовањем 2014. године недељом у 18 и 30 часова на TV Sky+ и Наша и петком на РТВ БН. Емисија је трајала 4 сезоне од фебруара 2014. године до августа 2018. године. На основу емисије настала је комична представа Ко вама даде представу у режији Семира Гицића.

## Гости емисије - непотпун списак
1. сезона[4]

- Марија Михајловић и Дејан Јелача (2.3.2014)
- Младен Миливојевић (16.3.2014)
- Воја Недељковић (23.3.2014)
- Ђорђе Давид (5.4.2014)
- Синиша Убовић (10.5.2014)
- Викторија (29.5.2014)
- Сузана Петричевић (12.7.2014)
- Бане Видаковић (12.7.2014)
- Душан Рајић тренер (29.7.2014)

2. сезона
- Исидора Бјелица (4.10.2014)
- Марко Новаковић и Лепомир Бакић (6.10.2014)
- Иван Голушин и Бобан Спасојевић (21.10.2014)
- Андрија Кузмановић и Милан Пајић (28.10.2014)
- Милић Вукашиновић (8.11.2014)
- Бошко Јаковљевић и Јелена Маћић (12.11.2014)
- Тања Петровић (каратисткиња) и Влада Тодоровић (плесач) (6.12.2014)
- Звонко Пантовић Чипи и Иван Милеуснић (кореограф) (15.12.2014)
- Давор Јовановић и Биља Спасић (27.12.2014)
- Новогодишња емисија 2015.
- Горан ОК Бенд (10.1.2015)
- Ђорђе Цортина, Урош Јовчић и Стеван Пиале (27.1.2015)
- Саша Јоксимовић, Наташа Павловић (3.2.2015)
- Дејан Јелача, Синиша Убовић, Радомир Петковић (10.2.2015)
- Драган Којић Кеба и Младен Мијатовић (20.2.2015)
- Александар Шапић (24.2.2015)
- Срна Ланго и Петрући (3.1.2015)
- Дејан Милићевић, Веселин Докнић и Бојан Јоксимовић (11.3.2015)
- Марко Као као бенд и Иван Гајић (17.3.2015)
- Ксенија Мијатовић, Горан Чомор и Рајко Двизац
- Душица Јаковљевић, Љубиша Тумбаковић и Ренато Хенц
- Весна Дедић, Стефан Коковић, Славиша Павловић
- Звонко Марковић, Лепомир Бакић, Силвија Јунг
- Душан Рајић, Пеђолино
- Тропико бенд и Мики Дамјановић
- Нада Мацура и Александар Филиповић
- Срђан Марјановић и Горан Марковић
- Марко Браковић и Синиша Медић
- Ана Кокић, Милан Пајић и Семир Гицић
- Јелица Сретеновић и Стевица Николић
- Мира Шкорић (2.6.2015)
- Жарко Јокановић и Јелена Јовичић
- Цакана и Анета Фараго
- Нада Блам и Тамара Јуренић
- Дивна Карлеуша и Урош Ћертић
- Маргит Савовић и Ивана Ђорђевић
- Александар Каприш и Марко Николић
- Мика Костић и Зеле

3. сезона
- Драгана Мићаловић и Миливоје Чолић (29.9.2015)
- Бети Ђорђевић
- Славица Трипуновић и Тито Гармендиа
- Зинаида Дедакин и Семир Гецић
- Изворинка Милошевић и Гоца Стојићевић
- Леа Киш и Милан Пајић
- Предновогодишњи специјал
- Саша Јоксимовић, Марина Перазић и Димитрије Блугреј
- Данијела Врањеш, Душан Каличанин и Горан Дољанчевић
- Сања Маринковић и Ненад Пагонис
- думрем специјал Милић Вукашиновић
- ЈУ група и Вокал 5
- Тамара Стојмиров, Иван Милеуснић и Ренато Хенц
- Тања Бањанин, Воја Недељковић и Ђорђе Цортина
- Вања Булић и Милутин Поповић Захар
- Жика шареница и Иван Голушин
- Бане Видаковић и Даниела Борачева
- Љиљана Благојевић и Дејан Јелача
- Цеца Китић и Горан Булатовић
- Лепа Лукић, Јелена Чворовић и Семир Гицић
- Марко Браковић и Зорана Шулц
- Кики Лесендрић и Александра Симић
- Гордана Бјелица, Лав Пајкић и Ангелина Петровић
- Јелица Сретеновић, Игор Лазић и Милош Ранковић
- Тања Бањанин, Иван Феце Фирчи и Лана Токовић
- Дрина Пешић и Дејан Јелача
- Бојана Стаменов и Никола Глишић
- Жика Јелић и Наталија Цајић
- Данијел Кајмакоски, Ненад Близанац, Неша Бриџис и Џонатан Лумбила
- Зоран Калезић и Војислав Томић
- Дневњак вс Тарзанија
- Ружица Петронијевић, Влада Тодоровић и Немања Вујичић
- Зинаида Дедакин и Марко Симичић
- Ана Маљевић, Душан Каличанин и Младен Лукић
- Александар Шапић и Данијел Павловић
- Жарко Јокановић и Милица Милша
- Дејан Милићевић, Лука Рожајац и Стефан Сретеновић
- Лепа Брена

4. сезона
- Јован Марић и Маргит Савовић
- Марија Петронијевић, Саша Јоксимовић и Ђорђе Цортина
- Маја Оџаклијевска, Урош Јовчић
- Ренато Грбић и Павле Јованов
- Новогодишњи специјал 2017
- Тијана Дапчевић и Иван Голушин
- Војислав Шешељ
- Милица Дабовић
- Љубиша Ристић и Војислав Томић
- Јасна Ђокић
- Јелена Розга
- Неда Украден и Данијела Мартиновић
- Цакана, Халид Бешлић и Радојка Шверко
- Дарко Камарит, Горан Каран и Виктор Давидовић
- Ђорђе Макаревић и Ангелина Петровић
- Никола Бокун и Александар Петровић
- Пуковник Славиша Голубовић
- Зорана Шулц
- Небојша Пантелић
- Сергеј Ћетковић, Масимо Савић и Жељко Бебек
- Фрајле, Вана и Елеонора Баруџија
- Срђан Шапер и Психомодо поп
- Беби Дол, Нина Бадрић, Тони Цетински
- Марија Шерифовић, Гарави сокак и Цеца Славковић
- Јелена Бачић Алимпић и Горан Чомор
- Новогодишња журка
- Јелена Јевремовић
- Јеллена
- Ева Рас
- Игор Старовић (4.8.2018)